# National Lampoon's Animal House
National Lampoon's Animal House (br: Clube dos Cafajestes / pt: A República dos Cucos) é um filme estadunidense de 1978, do gênero comédia, dirigido por John Landis.

## Sinopse
Em 1962, Larry Kroger (Tom Hulce) e Kent Dorfman (Stephen Furst) são calouros na faculdade e sonham em entrar para uma fraternidade. Após não conseguirem entrar para a Omega eles resolvem tentar a Delta, que tem a fama de ser a pior fraternidade do campus. Lá eles conhecem Eric (Tim Matheson), Boone (Peter Riegert) e sua namorada Katy (Karen Allen), Hoover (James Widdoes) e Bluto (John Belushi). Larry e Kent logo são aceitos na fraternidade e passam a viver uma vida regada a viagens, piadas e festas de pijama. Só que Dean Wormer (John Vernon) está decidido a expulsar a Delta do campus da faculdade, contando com a ajuda dos integrantes da Omega. 

## Elenco

### Delta Tau Chi (ΔΤΧ)
- John Belushi .... John "Bluto" Blutarsky
- Tim Matheson .... Eric "Otter" Stratton
- Peter Riegert .... Donald "Boon" Schoenstein
- Tom Hulce .... Lawrence "Pinto" Kroger
- Stephen Furst .... Kent "Flounder" Dorfman
- Bruce McGill .... Daniel Simpson Day, "D-Day"
- James Widdoes .... Robert Hoover
- Douglas Kenney .... "Stork"

### Omega Theta Pi (ΩΘΠ)
- James Daughton .... Gregory Marmalard
- Mark Metcalf .... Douglas C. Neidermeyer
- Kevin Bacon .... Chip Diller

### Personagens secundários
- John Vernon .... Dean Vernon Wormer
- Verna Bloom .... Marion Wormer
- Donald Sutherland .... Professor Dave Jennings
- Karen Allen .... Katy
- Sarah Holcomb .... Clorette DePasto
- DeWayne Jessie .... Otis Day
- Mary Louise Weller .... Mandy Pepperidge
- Martha Smith .... Barbara Sue "Babs" Jansen
- Cesare Danova .... Prefeito Carmine DePasto
- Sean McCartin .... "Lucky Boy"